# Limassol Zoo

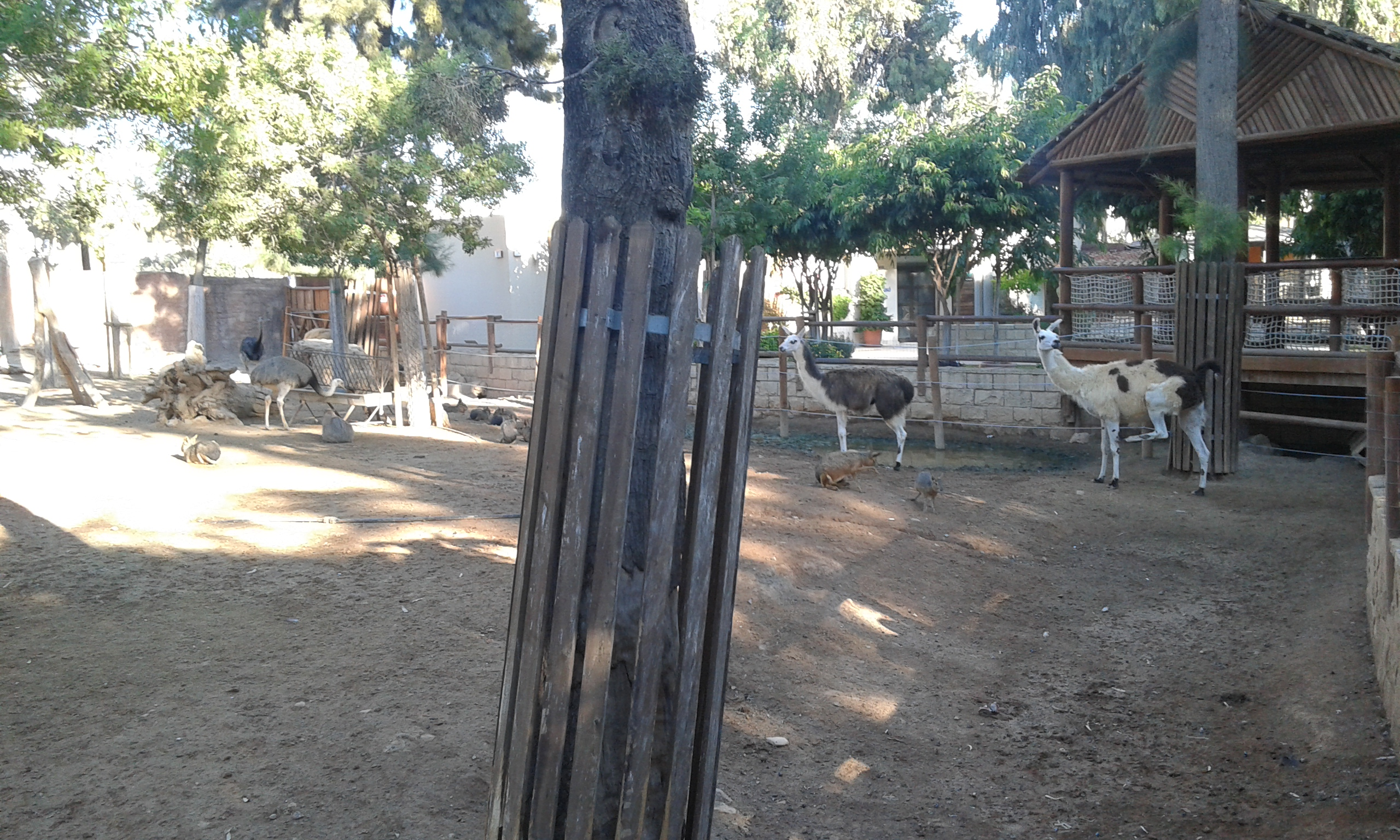
Wybieg lam

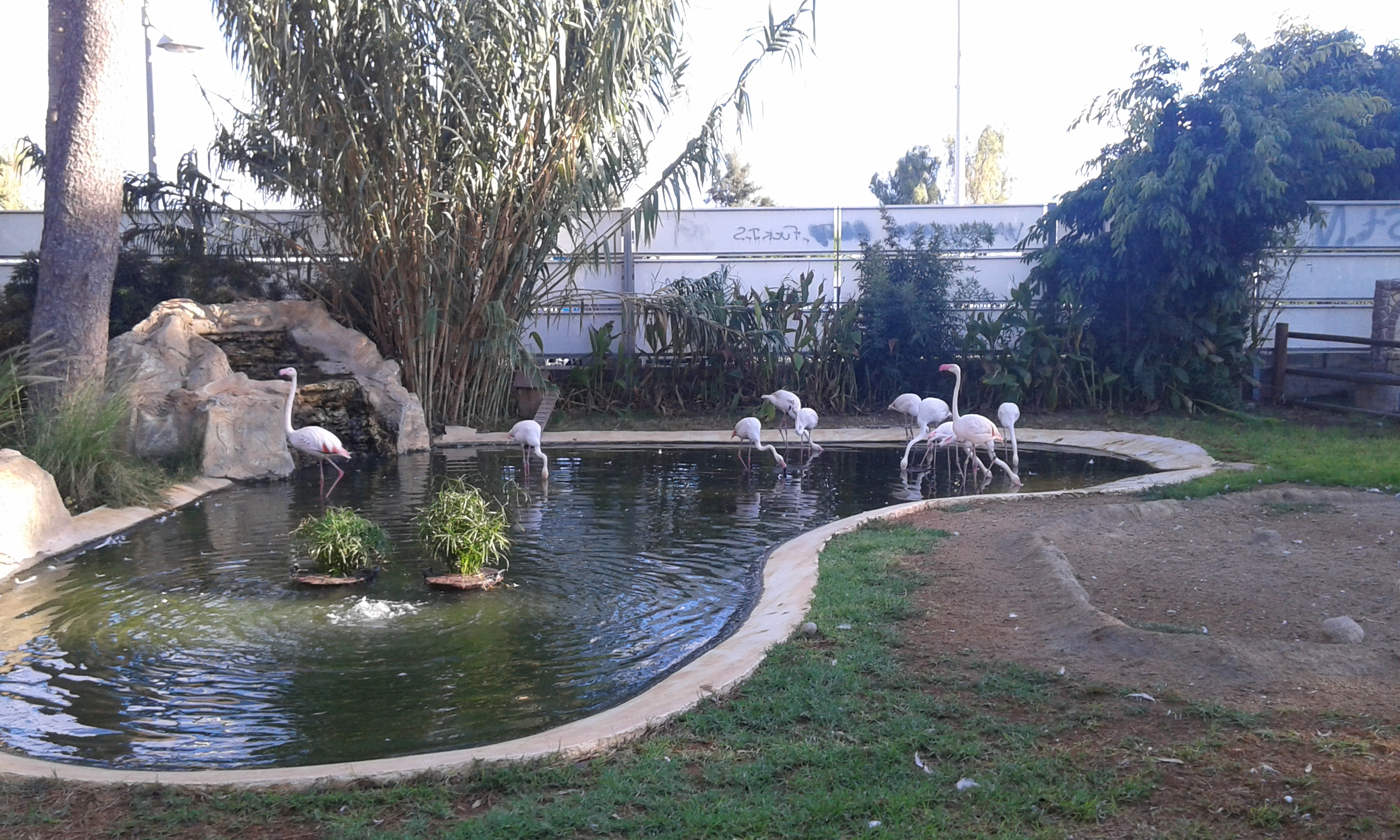
Wybieg flamingów

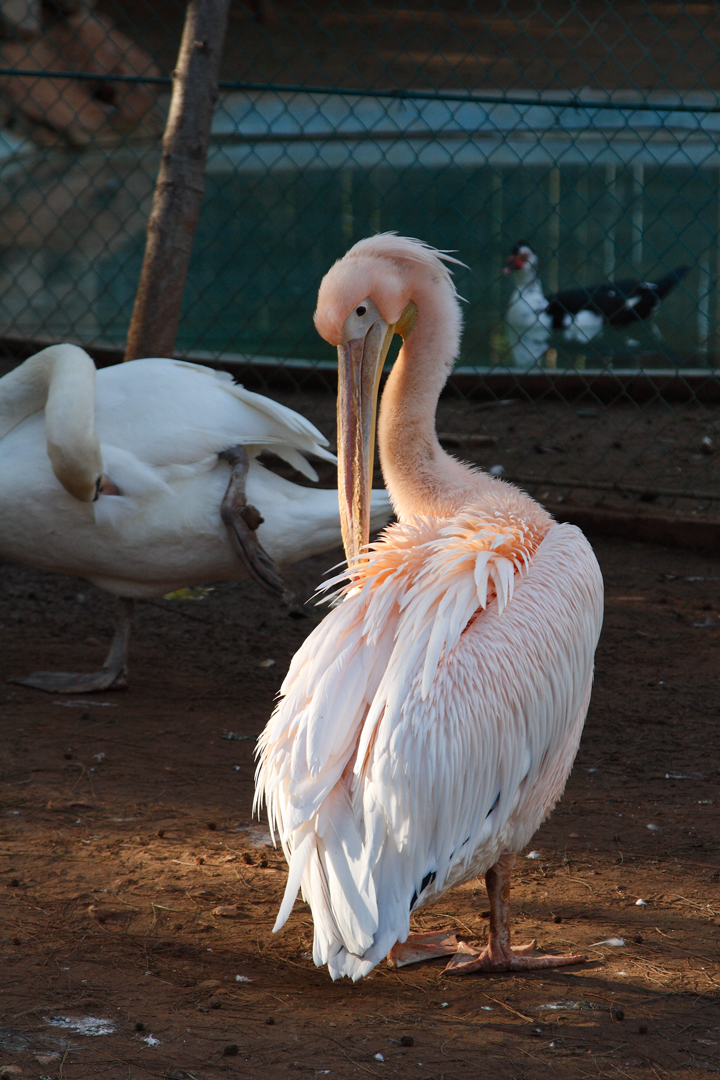
Pelikan

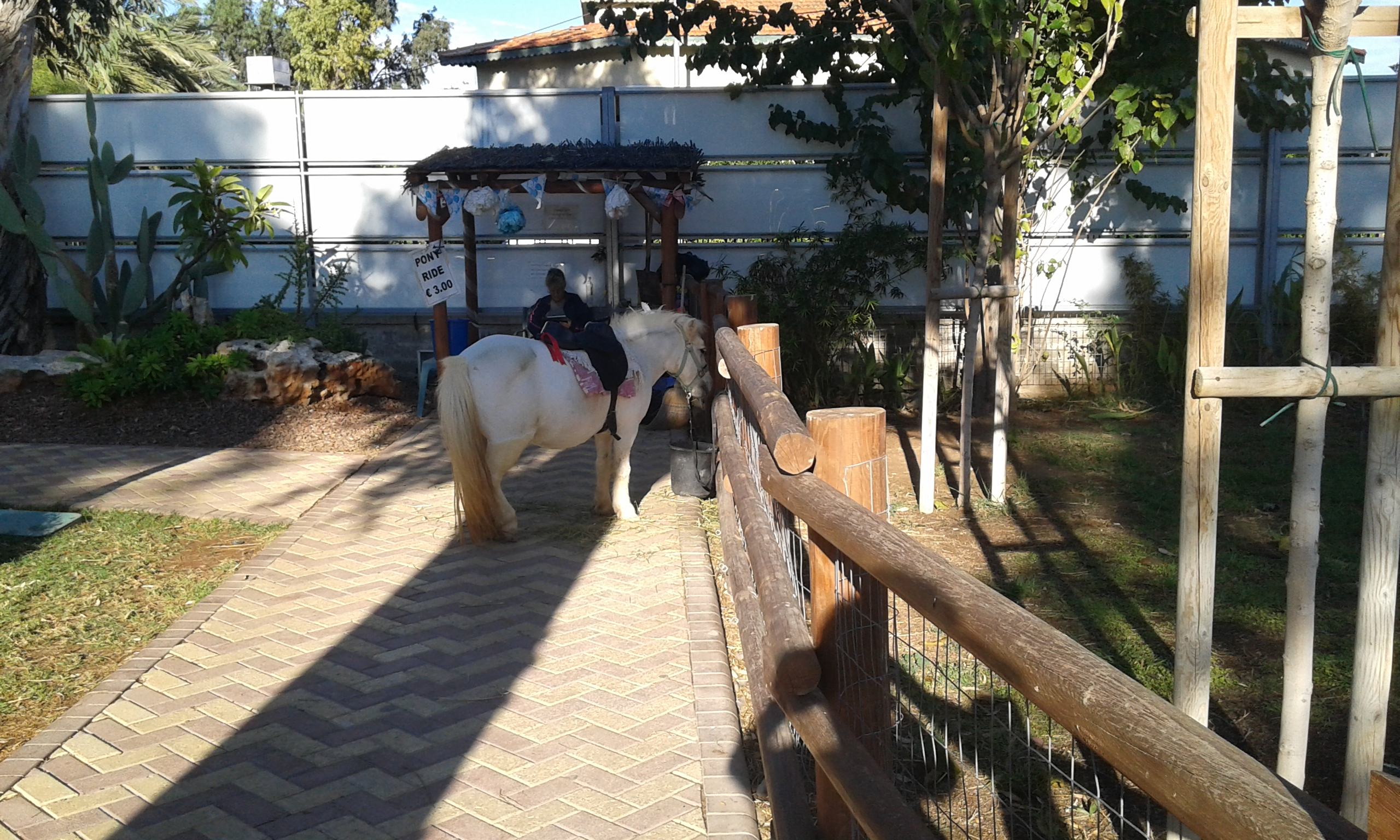
Kuc

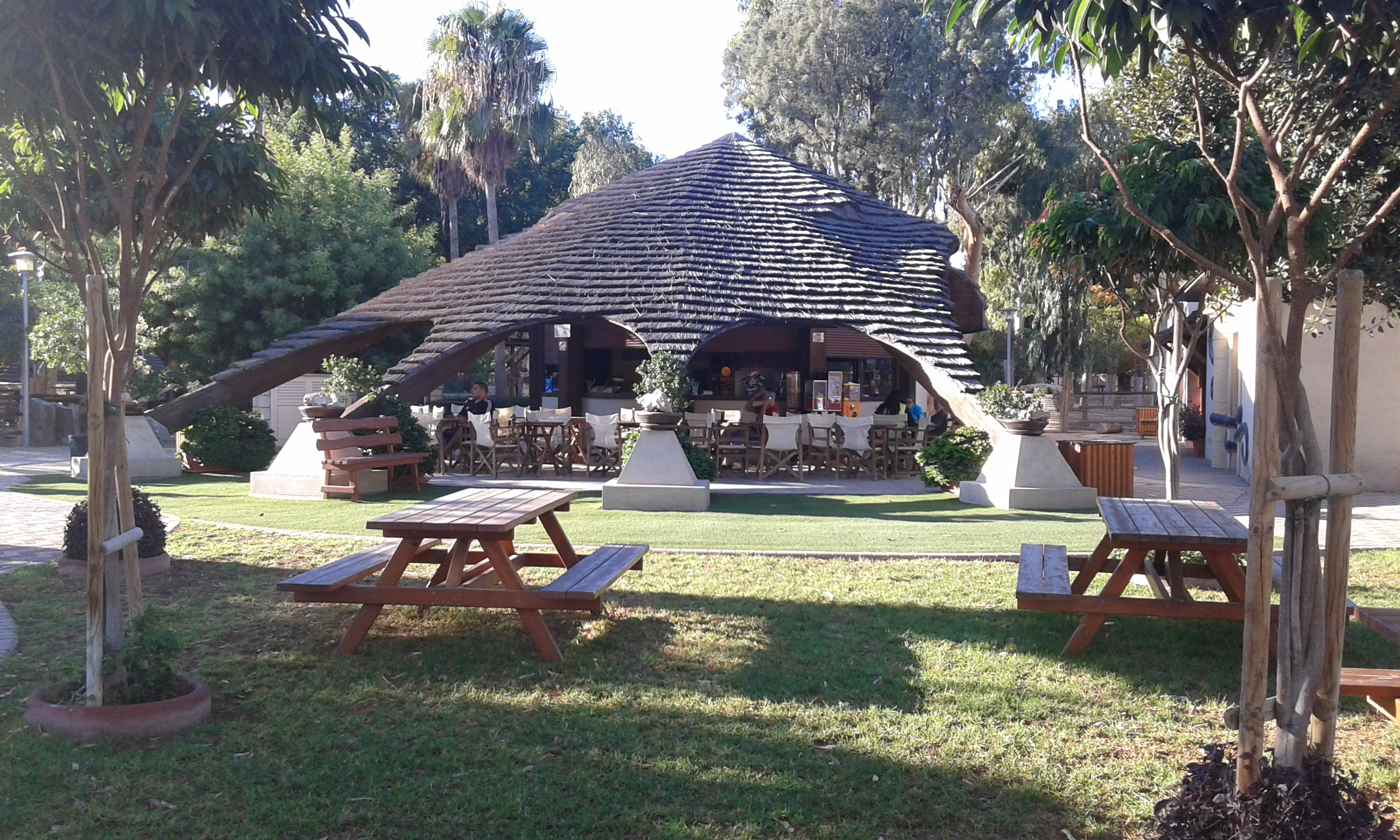
Mała architektura

Limassol Zoo – ogród zoologiczny zlokalizowany w Limassol na Cyprze, założony w 1956 roku.

## Historia
Pierwszym zwierzęciem ofiarowanym w 1954 roku miastu do publicznego parku była małpa. W tym czasie w parku trzymano już kilka ptaków. Oficjalnie ogród zoologiczny powstał w 1956 roku. Amerykanin John Wilkes przywiózł i podarował miastu słonia pochodzącego z singapurskiego zoo. Słonica nazywała się Julia. Tel Awiw podarował w 1961 roku niedźwiedzicę. W tym samym roku Smithsonian National Zoological Park w Waszyngtonie przysłał pary szopów i oposów. W latach 90. XX wieku ozdoba ogrodu była para lwów – Simba i Messalina – która doczekała się potomstwa. Zoo posiadało wówczas jelenie i pawie sprowadzone z Rodos, strusie, małpy, lampart i zebry przywiezione z Izraela. Rozmnażane w Limassol lwy trafiły m.in. do RPA. W związku z protestami przyrodników z czasem część zwierząt musiała zostać odstąpiona innym ogrodom zoologicznym, gdyż zoo w Limassol nie było w stanie stworzyć dla nich warunków hodowli, które byłyby zgodne z przepisami obowiązującymi w Unii Europejskiej. Przeprowadzono restrukturyzację ogrodu, który otwarto ponownie 1 czerwca 2012 roku. Jego powierzchnia wynosi 0,6 ha. Na tak niewielkim obszarze trzymanych jest około 90 gatunków ssaków, ptaków i gadów z całego świata (2012). Ogród współpracuje z lokalnym uniwersytetem w ramach hodowli cypryjskich gatunków gadów.

## Zwierzęta
W ogrodzie prowadzona jest hodowla m.in. następujących gatunków zwierząt:
- wyderka orientalna Aonyx cinerea
- tamaryna białoczuba Saguinus oedipus
- pawian płaszczowy Papio hamadryas
- kapucynka oliwkowa Cebus olivaceus
- zebu indyjskie Bos indicus
- lama andyjska Lama glama
- kob moczarowy Kobus leche kafuensis
- mara patagońska Dolichotis patagonum
- koza syryjska Capra hircus hircus
- owca domowa Ovis aries
- kangur rdzawoszyi Notamacropus rufogriseus
- daniel zwyczajny Dama dama
- kuc szetlandzki
- surykatka szara Suricata suricatta
- nierozłączka czarnogłowa Agapornis personatus
- puchacz zwyczajny Bubo bubo
- kazarka egipska Alopochen aegyptiaca
- płomykówka zwyczajna Tyto alba
- mewa srebrzysta Larus argentatus
- ohar Tadorna tadorna
- łabędź niemy Cygnus olor
- toko nosaty Lophoceros nasutus
- emu zwyczajne Dromaius novaehollandiae
- sęp płowy Gyps fulvus
- kuropatwa zwyczajna Perdix perdix
- kazarka rdzawa Tadorna ferruginea
- żuraw zwyczajny Grus grus
- nimfa Nymphicus hollandicus
- drzewica białolica Dendrocygna viduata
- łabędź czarny Cygnus atratus
- ara ararauna Ara ararauna
- amazonka pąsowa Amazona vinacea
- przepiórka zwyczajna Coturnix coturnix
- mandarynka Aix galericulata
- karolinka Aix sponsa
- bocian biały Ciconia ciconia
- zeberka zwyczajna Taeniopygia guttata
- nandu szare Rhea americana
- pelikan różowy Pelecanus onocrotalus
- ryżowiec siwy Lonchura oryzivora
- gęś gęgawa Anser anser
- puszczyk mszarny Strix nebulosa lapponica
- turkawka zwyczajna Streptopelia turtur
- gołąb grzywacz Columba palumbus
- hełmiatka zwyczajna Netta rufina
- flaming różowy Phoenicopterus roseus
- kapodziób Cereopsis novaehollandiae
- kolcogwan pustynny Sceloporus magister
- żółw pustynny Centrochelys sulcata
- pyton królewski Python regius
- Hemorrhois nummifer
- kajman żakare Caiman yacare
- teju argentyński Salvator merianae
- legwan kubański Cyclura nubila nubila
- boa kubański Epicrates angulifer
- połoz kaspijski Dolichophis caspius
- legwan zielony Iguana iguana
- pyton birmański Python molurus bivittatus
- pyton tygrysi jasnoskóry Python molurus molurus
- agama kołnierzasta Chlamydosaurus kingii